# David Defries
David Defries (Londen, 24 mei 1952) is een Britse jazz-trompettist, -bugelist, -percussionist, -componist en -arrangeur.
Defries zong in het kerkkoor en was lid van het Surrey County Youth Orchestra. Hij studeerde kort aan Leeds College of Music. In de jaren zeventig speelde hij bij Julian Bahula, Don Weller, Dudu Pukwana en in de rockband Bijelo dugme. Begin jaren tachtig richhte hij met Mark Wood de groep Sunwind op. Hij was lid van de Brotherhood of Breath en Penguin Cafe Orchestra. Daarnaast speelde hij met Rip, Rig & Panic, de band van Charlie Watts en Loose Tubes. In 1986 verscheen zijn debuutplaat, waaraan onder meer Maggie Nicols en Harry Beckett meewerkten. Aansluitend werkte hij als studiomuzikant, bijvoorbeeld met Annie Lennox, The The en Chris Farlowe. Sinds de jaren negentig woont Defries in Spanje, waar hij een kwartet leidt.

## Discografie
- The Secret City, MMC Records, 1986

## Referentie
- Biografie op Allmusic